# Sclerochlamys
Sclerochlamys là chi thực vật có hoa trong họ Amaranthaceae.